# Rao Jodha
Rao Jodha Rathore (28 marzo 1416 – 6 aprile 1489) è stato un sovrano di Mandore nell'attuale stato del Rajasthan.
Era il figlio di Rao Ranmal (Rao Ridmal) del clan Rathore. È noto per la sua illustre carriera militare e per aver fondato la città di Jodhpur nel 1459.

## Ascendenza
Rao Ranmal si era assicurato il trono di Mandore nel 1427. Oltre a governare Mandore divenne anche l'amministratore di Mewar per assistere Maharana Mokal (padre di Rana Kumbha). Dopo l'assassinio di Maharana Mokal da parte di due fratelli (Chacha e Mera) nel 1433, Ranmal continuò come amministratore di Mewar al fianco di Rana Kumbha.

## Primi anni
Dopo che Rana Kumbha assassinò il padre di Rao Jodha, Rao Ranmal, egli fuggì da Mewar con i suoi uomini. Circa 700 cavalieri lo accompagnarono da Chittorgarh. Un combattimento vicino a Chittor e un coraggioso tentativo di bloccare gli inseguitori al Passo Someshwar provocarono gravi perdite tra i guerrieri di Jodha. Quando egli raggiunse Mandore aveva solo sette uomini che lo accompagnavano. Raccolse tutte le forze che poté, abbandonò Mandore e si spinse verso Jangalu e riuscì a malapena a mettersi in salvo a Kahuni (un villaggio vicino all'attuale Bikaner). Per 15 anni cercò invano di riconquistare Mandore. L'opportunità giunse nel 1453 quando Rana Kumbha dovette affrontare attacchi simultanei da parte dei sultani di Malwa e del Gujarat. Jodha attaccò a sorpresa Mandore usando cavalli sequestrati al Thakur di Setrawa e a altri jagirdar. Le forze di Jodha travolsero i difensori e catturarono Mandore con relativa facilità. Jodha quindi catturò successivamente Chaukade, Sojat, Merta, Bahirunda e Kosana (origine di Rishi Dadhichi). Rana Kumbha tentò di riconquistare questi territori, ma senza successo. Jodha e Kumbha alla fine risolsero le loro divergenze per affrontare i loro nemici comuni, i governanti di Malwa e Gujarat.

## Leggenda sulla cattura di Mandore
Una volta, a tarda notte, Rao Jodha si fermò in una casa di contadini. Non avendo riconosciuto chi fosse gli fu data una ciotola di khichdi caldo, uno stufato indiano. Jodha mise le dita al centro della ciotola e si bruciò le dita. La moglie del contadino commentò: "Straniero, stai facendo lo stesso errore del nostro re (Jodha). Il Khichdi è più caldo al centro e più freddo ai margini". Ciò spinse Jodha a smettere di preoccuparsi di Mandore e a concentrarsi solo sui forti periferici, che riuscì a conquistare con facilità, e a tempo debito catturò Mandore.

## Ultime conquiste
Il Sultanato di Delhi approfittò della guerra di Rao Jodha con Rana Kumbha e catturò diverse roccaforti dei Rathore tra cui Nagaur, Jhalor e Siwana. Rao Jodha formò un'alleanza con diversi clan Rajput tra cui Deora e Bhati e attaccò l'esercito di Delhi, e riuscì a catturare Merta, Phalodi, Pokran, Bhadrajun, Sojat, Jaitaran, Siwana, Nagaur e Godwar al Sultanato di Delhi. Queste aree furono catturate in modo permanente e divennero parte di Marwar. Il regno più potente del Rajputana.
Secondo il Vigat di Nainsi (Marwar ra parganam ri vigat) i governanti di Jalore e Bundi si sottomisero a Rao Jodha. Ajmer e Sambhar furono ceduti a Jodha dal figlio di Rana Kumbha, Udaysimha (Udaysingh I). Il sovrano di Mohilavati, Ajit Singh morì in una battaglia contro le forze di Rao Jodha e la città fu catturata alcuni anni dopo. Dopo essersi stabilito nel suddetto villaggio di Kahuni, il figlio di Jodha, Rao Bika, fondò il regno di Bikaner. Rao Jodha pose così le basi del potente Stato di Jodhpur.

## Fondazione di Jodhagarh/Jodhpur
Un sant'uomo consigliò saggiamente a Rao Jodha di spostare la capitale in un luogo sicuro in cima a una collina. Nel 1459 divenne evidente la necessità di un quartier generale più sicuro. Venne scelta Chidia-tunk, un'alta cresta rocciosa, 9 km a sud di Mandore come luogo per la nuova città di Jodhpur. L'elevazione naturale venne arricchita da una fortezza di proporzioni sbalorditive, a cui i successori di Rao Jodha aggiunsero nuovi edifici nel corso dei secoli. Jodhpur si trovava sull'importante rotta commerciale da Delhi al Gujarat e traeva grandi benefici dal commercio di seta, oppio, legno di sandalo, rame e altri oggetti. Il Forte Mehrangarh, situato su una collina alta 125 m, è tra le fortezze più imponenti e formidabili del Rajasthan. La sua costruzione fu iniziata da Maharaja Rao Jodha nel 1459.
Il forte aveva originariamente sette porte ("pols"). C'era una prima porta con punte metalliche per impedire l'attacco degli elefanti. La Fatehpol o porta della vittoria fu eretta dal Maharaja Ajit Singh nel 1707 per commemorare la sua vittoria sui Moghul. Le altre porte sono la Jai Pol, costruita dal Maharaja Man Singh nel 1806, in seguito alla sua vittoria sugli eserciti di Jaipur e Bikaner.

## Morte e successione
Rao Jodha morì il 6 aprile 1489, all'età di 73 anni. La sua morte fu seguita da una lotta per la successione tra i suoi figli. Gli succedette il figlio Rao Satal (1489-1491). Dopo la sua morte salì al trono suo fratello Rao Suja (1491-1515).